# Воля-Келчинська
Воля-Келчинська (пол. Wola Kiełczyńska) — село в Польщі, у гміні Боґорія Сташовського повіту Свентокшиського воєводства.
Населення — 152 особи (2011).
У 1975-1998 роках село належало до Тарнобжезького воєводства.

## Демографія
Демографічна структура на день 31 березня 2011 року:
|          | Загалом | Допрацездатний вік | Працездатний вік | Постпрацездатний вік |
| -------- | ------- | ------------------ | ---------------- | -------------------- |
| Чоловіки | 76      | 20                 | 47               | 9                    |
| Жінки    | 76      | 16                 | 37               | 23                   |
| Разом    | 152     | 36                 | 84               | 32                   |